# Абашев, Николай Иванович
Никола́й Ива́нович Аба́шев (1802 — 1860-е) — смоленский помещик и писатель по сельскохозяйственной тематике.

## Биография
Отец профессора Дмитрия Абашева. Один из первых по времени сотрудников журнала «Сельское хозяйство». В этом журнале он поместил статьи: в 1827 году — «О легчайшем способе жать и убирать с поля колосовые растения» и в 1829 году — «О кошении хлеба косами». Вторая статья его, переработанная по новым опытам, издана отдельно в 1832 году под заглавием: «О кошении ржи короткими косами». Президент Московского общества сельского хозяйства, членом которого был Абашев, в речи своей, произнесённой в 1833 году, засвидетельствовал важную заслугу его, сказав, что он «с успехом возобновил и привёл в исполнение мнение Петра Великого, заменить в России серпы хорошими косами, для жатвы хлеба», чтобы облегчить труды земледельца. В 1855 году Абашев издал, как результат 30-летней сельскохозяйственной деятельности, «Практическое руководство к усовершенствованию сельского хозяйства в нечернозёмной полосе России» (СПб., 176 с., 4 таблицы чертежей и 17 рисунков). В «Трудах» Императорского вольного-экономического общества, членом которого был Абашев, указано, что «книга эта богата бесчисленными наставлениями и указаниями».